# Otto von Breiten-Landenberg
Otto von Breiten-Landenberg – as lotnictwa niemieckiego Luftstreitkräfte z 5 potwierdzonymi  zwycięstwami w I wojnie światowej.

## Informacje ogólne
Służył w eskadrze myśliwskiej Jagdstaffel 9 co najmniej od kwietnia 1917 roku. 30 kwietnia odniósł swoje pierwsze zwycięstwo powietrzne. Do grudnia 1917 roku służył w Jagdstaffel 9 odnosząc łącznie 4 potwierdzone zwycięstwa. W grudniu został przeniesiony do Jagdstaffel 6, gdzie 18 stycznia odniósł swoje 5 i ostatnie zwycięstwo. 
16 marca 1918 roku został skierowany do Jagdstaffel 11, gdzie przez 2 tygodnie pełnił funkcję dowódcy jednostki. 26 kwietnia podczas lotu bojowego został poważnie ranny i nie powrócił już do dalszej służby. Jego losy po wojnie nie są znane.

## Odznaczenia
- Krzyż Żelazny I Klasy
- Krzyż Żelazny II Klasy